# 拉斐爾·格雷羅
拉斐爾·阿德利諾·若泽·格雷羅（葡萄牙語：Raphaël Adelino José Guerreiro，發音：[ʁɐfɐˈɛl ɡɨˈʁɐjɾu]；1993年12月22日—）是一位出生于法国的葡萄牙足球運動員。在場上的位置是中場或左後衛。現效力於德國足球甲級聯賽球隊拜仁慕尼黑。葡萄牙國家足球隊成員。

## 职业生涯
格雷罗出道自法国的卡昂足球俱乐部，2013年转会到法甲洛里昂队，为球队出场105次，打进10球。2016年夏天转会到德國足球甲級聯賽球隊多特蒙德。
格雷罗在2014年首次入选国家队，他在和阿根廷的友谊赛中首发出场并贡献绝杀。2016年，他以首发左后卫的身份参加了法国欧洲杯，随队获得当届赛事的冠军。2017年他又参加了联合会杯的比赛，在小组赛对阵东道主俄罗斯的比赛中奉献一次助攻，帮助葡萄牙取得胜利，但是在随后的比赛中格雷罗受伤下场，经诊断为脚部骨折，需要休养3-4个月。2017年11月格雷罗伤愈，随多特蒙德队参加了当季的欧冠小组赛。
2021年6月20日，格雷羅替葡萄牙出戰2020年歐洲國家盃對陣德國的比賽中踢進烏龍球，導致葡萄牙於小組賽第二輪成為F組第三名。
2023年6月23日，拜仁慕尼黑宣布免費簽入格雷罗。

## 榮譽

### 俱樂部
多特蒙德足球俱樂部
- 德国足协杯冠軍：2017、2021[5]年
- 德國超級盃冠軍：2019年[6]

### 國家隊
葡萄牙
- 歐洲國家盃冠軍：2016年
- 歐洲足協國家聯賽冠軍：2018-19賽季

### 勳章
- 功績勳章指揮官級：2016年

## 逸事
格雷罗出生于巴黎郊区的勒布朗-梅尼尔，父亲是葡萄牙人，母亲是法国人。葡萄牙梯队主教练鲁伊·若热从网上了解到格雷罗的情况，向他发出邀请加入葡萄牙队。尽管法国方面也有意于他，但格雷罗还是声明为葡萄牙效忠，格雷罗曾主动要求队友们在场上跟他讲葡萄牙语，“我跟他用葡语交流，他说他全部都能听懂。有时我也讲法语，但他请求我说葡语，说我不需要给他翻译，他在国家队感觉非常不错。”

## 外部連結
- 拉斐爾·古埃雷羅在Soccerway.com（英语）
- 拉斐爾·古埃雷羅在WorldFootball.net（英语）
- 拉斐爾·古埃雷羅在Soccerbase.com（英语）
- 拉斐爾·古埃雷羅在National-Football-Teams.com（英语）
- 拉斐爾·古埃雷羅在BDFutbol（英语）
- 拉斐爾·古埃雷羅在kicker（德语）
- 拉斐爾·古埃雷羅在FBref.com（英语）
- 拉斐爾·古埃雷羅在ESPN（英语）
- 拉斐爾·古埃雷羅在German Football Association（英语）
- 拉斐爾·古埃雷羅在LFP (archived)（英语）
- 拉斐爾·古埃雷羅在EU-Football.info（英语）
- 拉斐爾·古埃雷羅在FootballDatabase.eu（英语）
- 拉斐爾·古埃雷羅在Fussballdaten.de（德语）
- 拉斐爾·古埃雷羅在L'Équipe（法语）
- 拉斐爾·古埃雷羅在Transfermarkt（英语）
- 拉斐爾·古埃雷羅在AS.com（西班牙语）